# Aereco
Aereco — французская компания, производитель энергоэффективных систем вентиляции для жилых и офисных зданий, основана в 1983 году. Головной офис расположен в пригороде Парижа. В состав компании входят шесть дочерних фирм и три офиса продаж, расположенные в Европе, Китае и Японии.
В начале 80-х годов, будущий основатель компании Пьер Жардинье, обнаружил способность полиамидной ткани изменять свои линейные размеры в зависимости от уровня влажности воздуха. Данное открытие легло в основу создания гигрорегулируемой системы вентиляции, позволяющей обеспечивать воздухообмен в прямой зависимости от активности присутствующих в помещении людей.
Сегодня компания продолжает исследовательскую деятельность, предлагая новые решения в области разумной вентиляции, адаптированные к потребностям конкретного помещения и направленные на снижение энергозатрат.
В настоящее время завод компании в Marne-la-Vallee (пригород Парижа) производит более 2 млн вентиляционных изделий в год. Эти изделия уже установлены в более чем 3,5 млн жилых домов и квартир по всему миру. Всего за время существования Aereco выпущено больше 16 млн единиц продукции.

## История
- 1983 — Создание компании Aereco в городе Marne La Vallee (Франция)
- 1984 — Создание первой влагочувствительной вентиляционной системы с приточным устройством EAH и вытяжной решеткой BEH
- 1984 — Золотая медаль на выставке BATIMAT во Франции за влагочувствительную систему вентиляции Aereco
- 1985 — Создание первого комплекта вентиляционной системы для устройств MEV и PSV
- 1987 — Создание Английского подразделения Aereco Ventilation LTD в Лондоне
- 1989 — Создание Немецкого подразделения Aereco GmbH во Франкфурте
- 1989 — Премия «Инновация» на выставке INTERCLIMA за прототип датчика обнаружения присутствия для вытяжных устройств
- 1989 — Запуск вытяжных устройств «AGITO» для офисных помещений
- 1995 — Запуск механических вытяжных устройств BHM для жилых помещений
- 1996 — Запуск акустических приточных устройств EHA
- 1998 — Марк Жардинье возглавляет Aereco S.A.
- 1998 — Запуск приточного устройства EMM с влагочувствительным датчиком
- 1999 — Создание Польского отделения Aereco Wentylacja Sp. Z o.o. в Варшаве
- 1999 — Новый логотип
- 1999 — BXL и BXS — новая линейка вытяжных устройств для механической системы вентиляции
- 1999 — GHN — новое вытяжное устройство для естественной системы вентиляции
- 1999 — Создание Венгерского отделения Aereco Legtechnika Kft в Будапеште
- 1999 — Открытие Представительства в Токио
- 1999 — Открытие Представительства в Москве
- 1999 — Золотая медаль на Международной Выставке в Познани (Польша)за влагочувствительную систему вентиляции AERECO
- 2000 — «Продукт Года» — по мнению газеты «Murator» газета (Польша)
- 2000 — Расширение производства; Построен новый коммерческий офис в Marne La Vallee
- 2001 — Создание GIE ACTHYS для продвижения оборудования, предназначенного для естественной системы вентиляции на рынке социального жилья во Франции
- 2002 — Пьер Жардинье встречает французского президента Жака Ширака во время официальной поездки в Литву
- 2003 — Запуск MDA, инновационного модуля, приводимого в действие за счет обнаружения движения, уровня СО2 или датчика присутствия
- 2003 — Запуск VBP, концептуально нового гибридного вентилятора
- 2004 — Открытие китайского Представительства в Пекине
- 2005 — Запуск V2A, уникального, практически бесшумного вентилятора для использования в жилых помещениях
- 2005 — Новый логотип/ новый фирменный стиль Aereco
- 2005 — Создание румынского отделения Aereco Ventilatie в Бухаресте
- 2008 — Создание ирландского отделения Aereco Limited в Дублине
- 2010 — Создание китайского отделения в Пекине
- 2011 — Презентация инновационного концепта, объединяющего модулированный воздухообмен с рекуперацией тепла на выставке BAU в Мюнхене
- 2011 — Новые вытяжные устройства с датчиками CO2 и VOC для механической системы вентиляции
- 2011 — Интеграция компании ZLT (Германия) в Aereco Group

## История торговой марки Aereco
Марка Aereco была создана в 1983 году. AERECO — это сокращение от слов AERation ECOnomique (экономичная вентиляция).

## Аэрэко в России
Некоммерческое Представительство компании Аэрэко в России работает с 2001 года, является членом Московской торгово-промышленной палаты, а также ассоциаций «АВОК» и «АПРОК» Архивная копия от 2 апреля 2012 на Wayback Machine. Система менеджмента компании сертифицирована в соответствии с международным стандартом качества ISO-9001:2008. Качество производимой продукции подтверждено сертификатами соответствия Госстандарта России и соответствует предъявляемым санитарным нормам и правилам.
Будучи участником таких специализированных выставок, как «Energie Tage Hes» (Германия), «AirC Ventilation» (Китай), «SHK 2006» (Москва), «BalticBuild» (Санкт-Петербург), «Мир климата» (Москва)", EMBIZ (Москва), «AQUA-THERM» (Москва), компания Aereco стала обладателем всевозможных дипломов, сертификатов, свидетельств и благодарственных писем. Одновременно с этим компания Aereco является активным участником тематических форумов и конференций, связанных с энергоэффективными технологиями.
В 2009 году Представительством Аэрэко в РФ была освоена новая область применения вентиляционного оборудования. В соответствии с разработками компании, гигрорегулируемой механической системой вентиляции Aereco было оборудовано несколько храмов в Московской области.